# مایک هاگرتی
مایک هاگرتی (انگلیسی: Mike Hagerty؛ زادهٔ ۱۰ مهٔ ۱۹۵۴ – ۲۹ آوریل ۲۰۲۲) یک بازیگر سینما، و هنرپیشه اهل ایالات متحده آمریکا بود.

## گزیده فیلمشناسی
از فیلم‌ها یا برنامه‌های تلویزیونی که وی در آن نقش داشته‌است می‌توان به آثار زیر اشاره کرد.
- بروکلین نه-نه (۲۰۱۳)
- دارودسته (مجموعه تلویزیونی) (۲۰۰۷)
- کدبانوهای وامانده (۲۰۰۶)
- بخش فوریت‌های پزشکی (مجموعه تلویزیونی) (۲۰۰۲)
- زیاد ذوق‌زده نشو (۲۰۰۱)
- دوستان (مجموعه تلویزیونی) (۱۹۹۵–۲۰۰۱)
- کارآگاه گجت (فیلم) (۱۹۹۹)
- آستین پاورز: جاسوسی که مرا تکان داد (۱۹۹۹)
- روزی که مردم زود بیدار شدم (۱۹۹۸)
- سرعت ۲: کنترل سفر دریایی (۱۹۹۷)
- نمایش درو کری (۱۹۹۶)
- ساینفلد (۱۹۹۴)
- پس من با یک قاتل تبربه‌دست ازدواج کردم (۱۹۹۳)
- پیشتازان فضا: نسل بعدی (۱۹۹۱، ۱۹۹۴)
- داغ سرخ (۱۹۸۸)
- بر فراز دریا (۱۹۸۷)